# اسکات وینگر
اسکات وینگر (به انگلیسی: Scott Weinger) (زاده ۵ اکتبر ۱۹۷۵) بازیگر آمریکایی است. از فیلم‌های معروف او می‌توان به پویانمایی علاءالدین و همچنین علاءالدین و شاه دزدان اشاره کرد.